# Золин, Валерий Алексеевич
Валерий Алексеевич Золин (3 января 1956, Ленинград — 31 марта 2022) — советский футболист, защитник, российский тренер. Мастер спорта СССР (1983).

## Биография
Карьеру начал в ленинградском «Зените». Первый матч в чемпионате СССР провёл в 1975 году. В 1977—1979 годах выступал за «Динамо» Киров. Начало 1980 года провёл в «Динамо» Ставрополь, затем вернулся в «Зенит», где играл до 1985 года.
Чемпион СССР 1984 года.
Работал в спортивной школе «Зенит». Тренировал мини-футбольную команду ПСИ. В 2003—2005 годах работал тренером в клубе «Зенит-2» (второй дивизион).
Был тренером и и. о. главного тренера в клубе «Металлург-Кузбасс» (первый дивизион). Имел тренерскую лицензию уровня «C».
В 2011 году тренировал выступающий в любительском первенстве России клуб «Русь» (СПб.); по ходу сезона был переведён по состоянию здоровья в селекционный отдел клуба.